# Puccinia lagenophorae
Puccinia lagenophorae är en svampart som beskrevs av Cooke 1884. Puccinia lagenophorae ingår i släktet Puccinia och familjen Pucciniaceae.   Inga underarter finns listade i Catalogue of Life.

## Bildgalleri

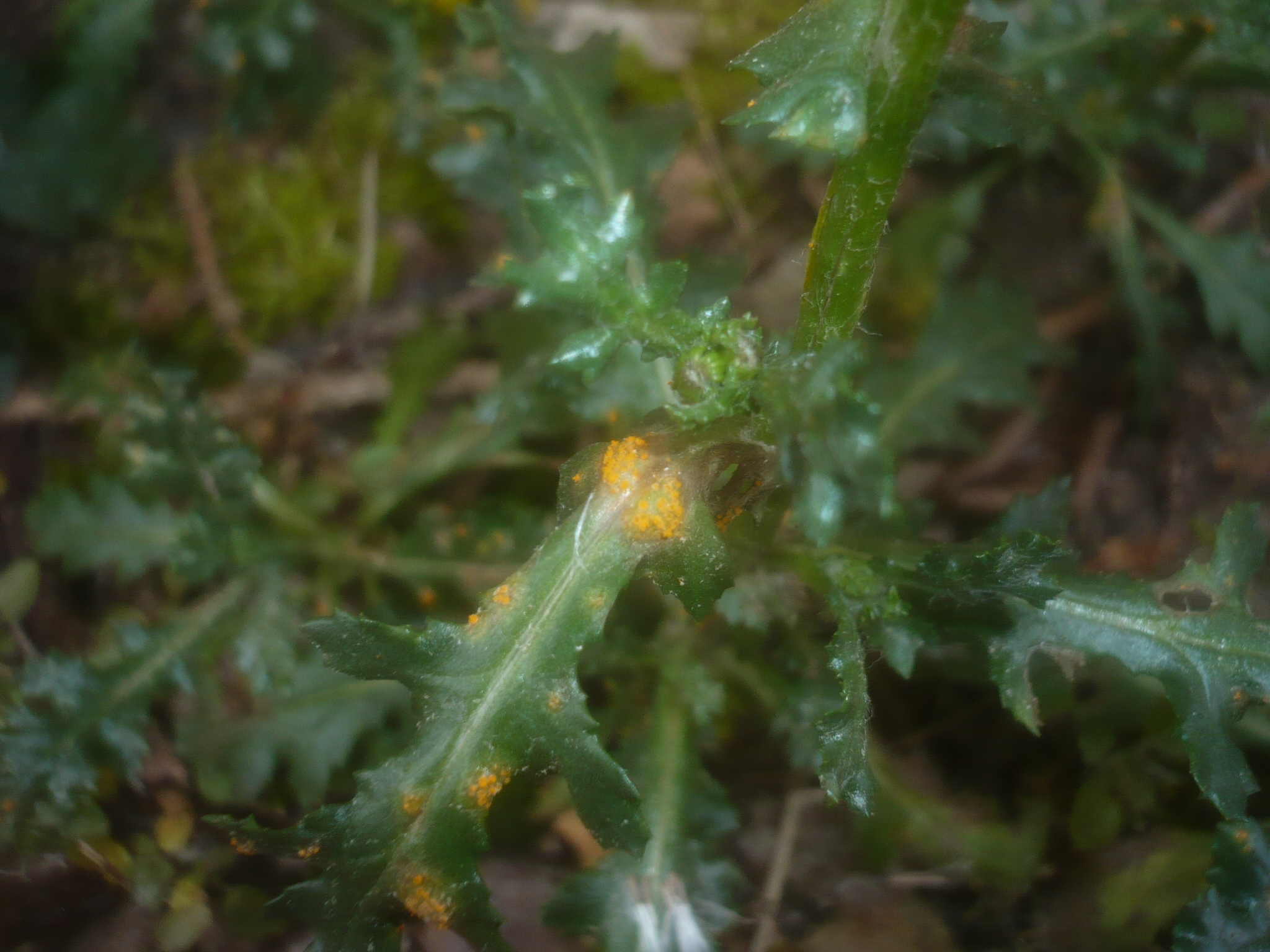